# Cornedbeef
Cornedbeef is gezouten, gekookt en soms ingeblikt rundvlees. Doordat er zout aan het vlees is toegevoegd en het gekookt en ingeblikt is, is het lang houdbaar. Cornedbeef wordt in Nederland en België zowel in blik als gesneden in plakjes verkocht. Het wordt gebruikt als ingrediënt in gerechten of als broodbeleg.

## Geschiedenis
Hoewel de oorsprong van cornedbeef onbekend blijft, is het waarschijnlijk ontstaan toen mensen vlees begonnen te conserveren door het te pekelen. Het woord corn stamt uit het Oud Engels en betekent kleine, harde stukjes of korrels. In het geval van cornedbeef refereert corn aan het zout dat werd gebruikt om het vlees te conserveren. Het woord "corned" kan ook refereren aan korrels nitriet die worden gebruikt voor het kleuren en conserveren.
De grootschalige productie van cornedbeef startte tijdens de industriële revolutie. Ierse cornedbeef werd van de 17e eeuw tot het midden van de 19e eeuw op grote schaal gebruikt en verhandeld voor Britse burgerconsumptie en als voorzieningen voor de Britse marinevloten en Noord-Amerikaanse legers vanwege het niet-bederfelijke karakter ervan. Het product werd ook verhandeld aan de Fransen, die het in hun koloniën in het Caribisch gebied gebruikten als levensonderhoud voor zowel de kolonisten als de tot slaaf gemaakte arbeiders. 
Cornedbeef was een populaire maaltijd tijdens tal van oorlogen, waaronder de Eerste en de Tweede Wereldoorlog, waarin vers vlees werd gerantsoeneerd. Het blijft ook wereldwijd populair als ingrediënt in een verscheidenheid aan regionale gerechten en als een gemeenschappelijk onderdeel in moderne veldrantsoenen van verschillende strijdkrachten over de hele wereld. In 1965 veroorzaakte astronaut John Young een klein schandaal door een boterham met cornedbeef mee te smokkelen in zijn ruimtepak tijdens de Gemini 3-vlucht.

## Trapeziumvormig blik

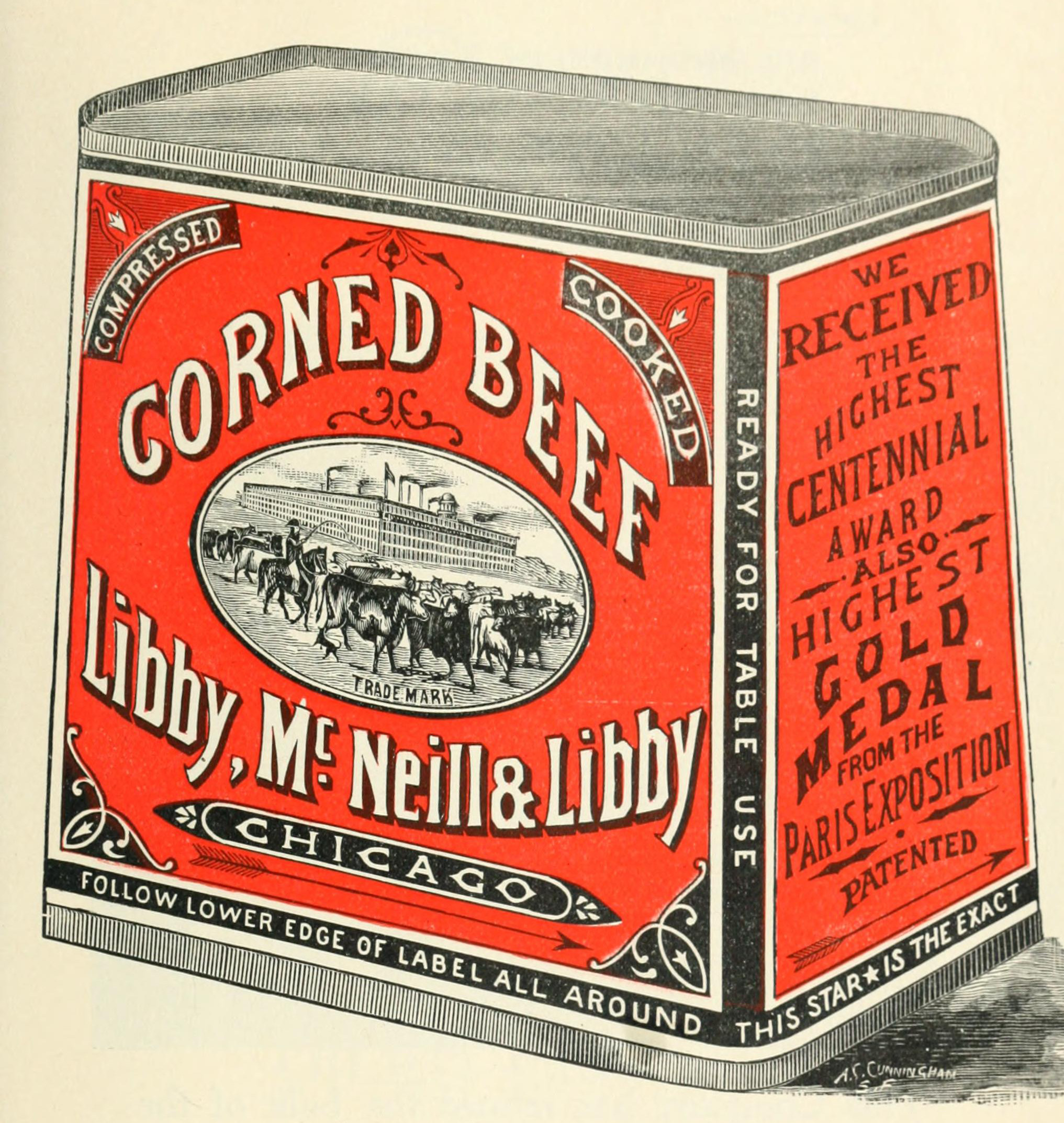
Trapeziumvormig blik uit 1898

Het trapeziumvormige blik cornedbeef dat we vandaag de dag kopen, wordt toegeschreven aan Arthur A. Libby, die in 1875 een Amerikaans patent voor dit artikel verwierf.
Het unieke ontwerp van het blik maakt het mogelijk de blikken eenvoudig te stapelen. De blikken hebben ook een sleutel waarmee de gebruiker het ene uiteinde van het blik kan verwijderen zodat het gemakkelijker wordt om de inhoud in één stuk te extraheren.
De productie van cornedbeef en zijn ingeblikte vorm waren tijdens de Tweede Wereldoorlog een belangrijke voedselbron. Een groot deel van de cornedbeef in blik kwam uit Fray Bentos in Uruguay, met meer dan 16 miljoen blikjes geëxporteerd in 1943. Ongeveer 80% van het wereldwijde aanbod van cornedbeef in blik is afkomstig uit Brazilië.

## Uitspraak
Alhoewel het in het Engels twee lettergrepen heeft wordt het uitgesproken als "kornetbief" volgens de Dikke Van Dale.

## Fotogalerij

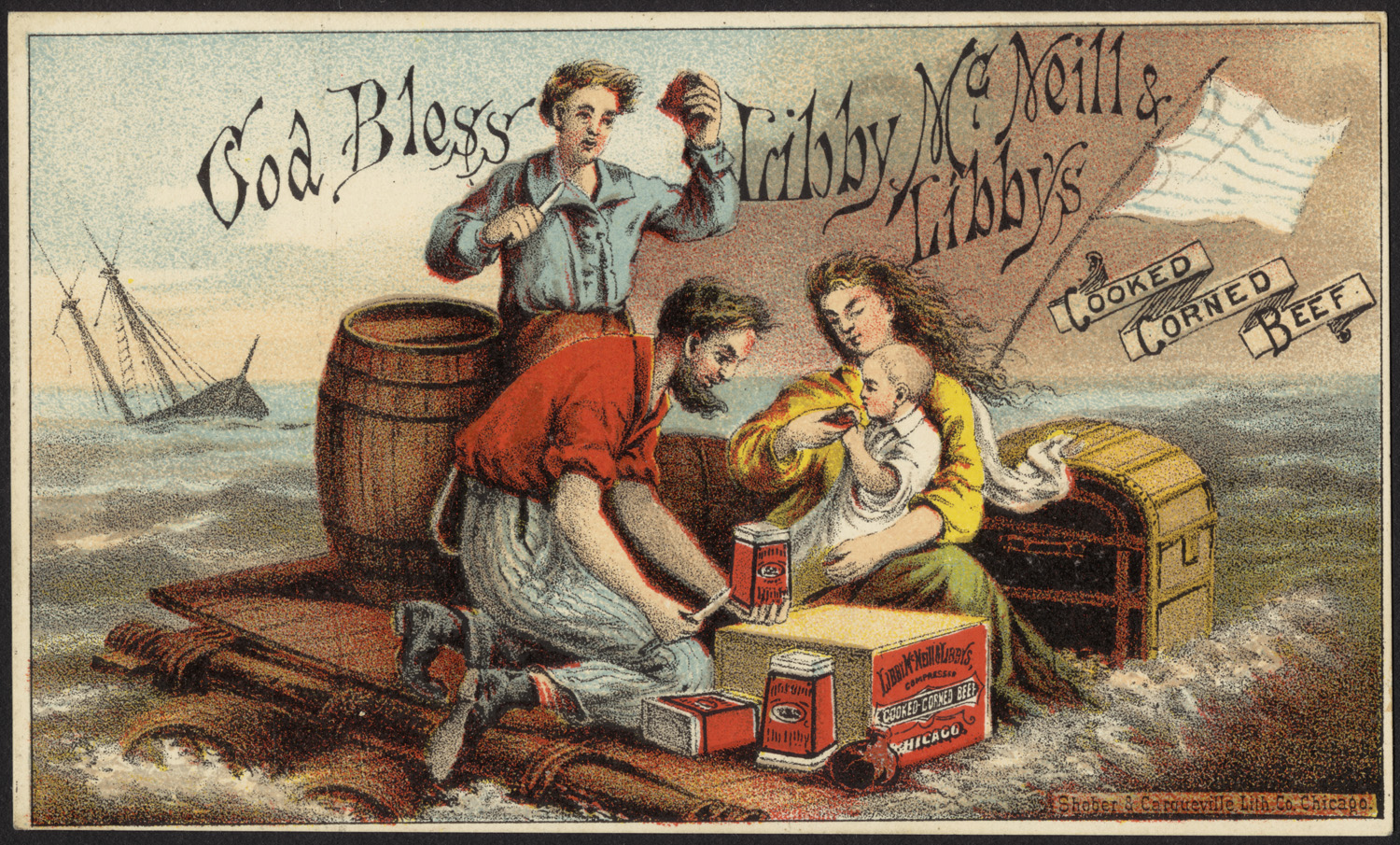
Cooked Corned Beef op een vlot
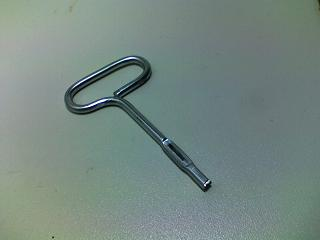
De opener
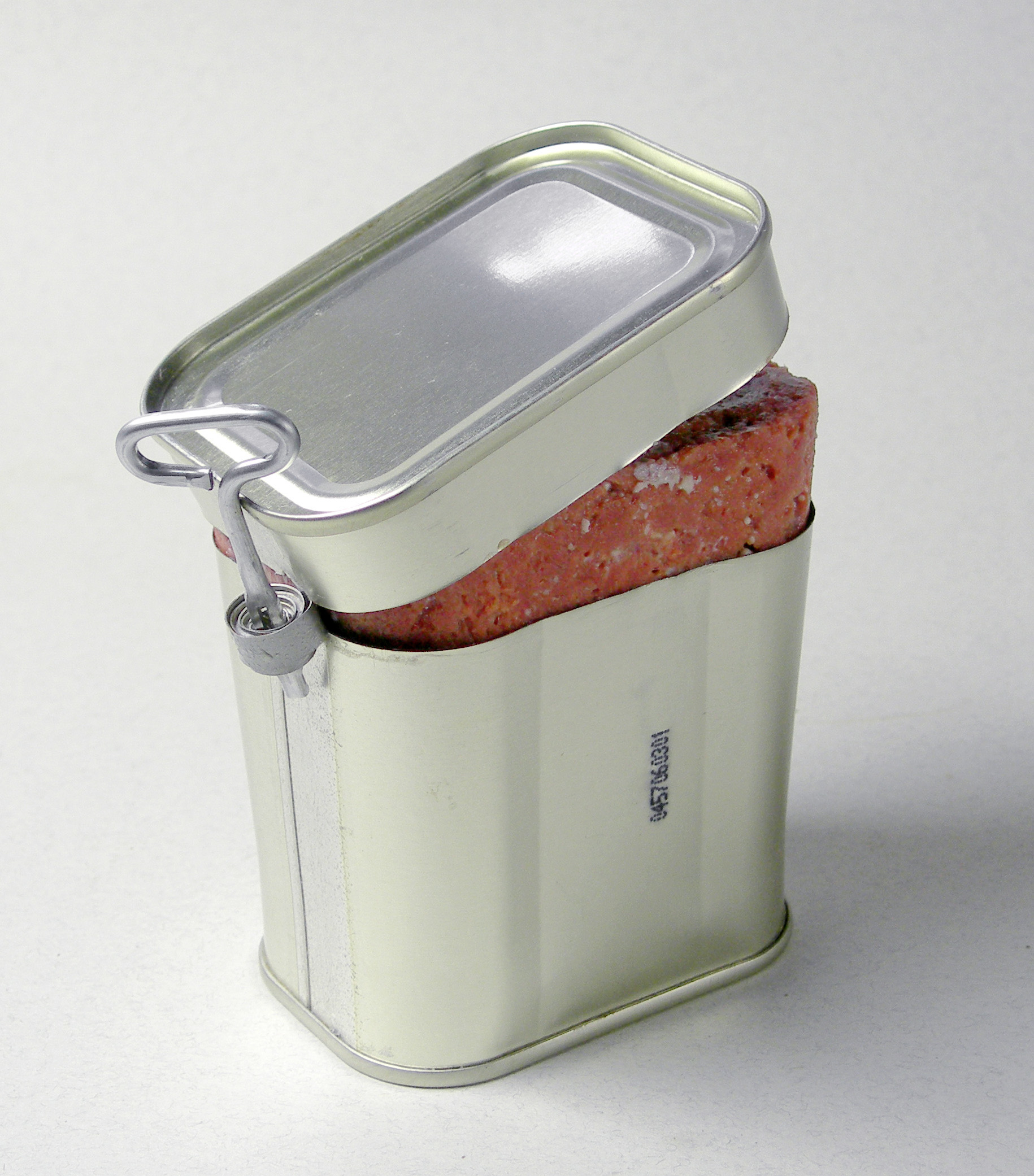
Het blikje geopend
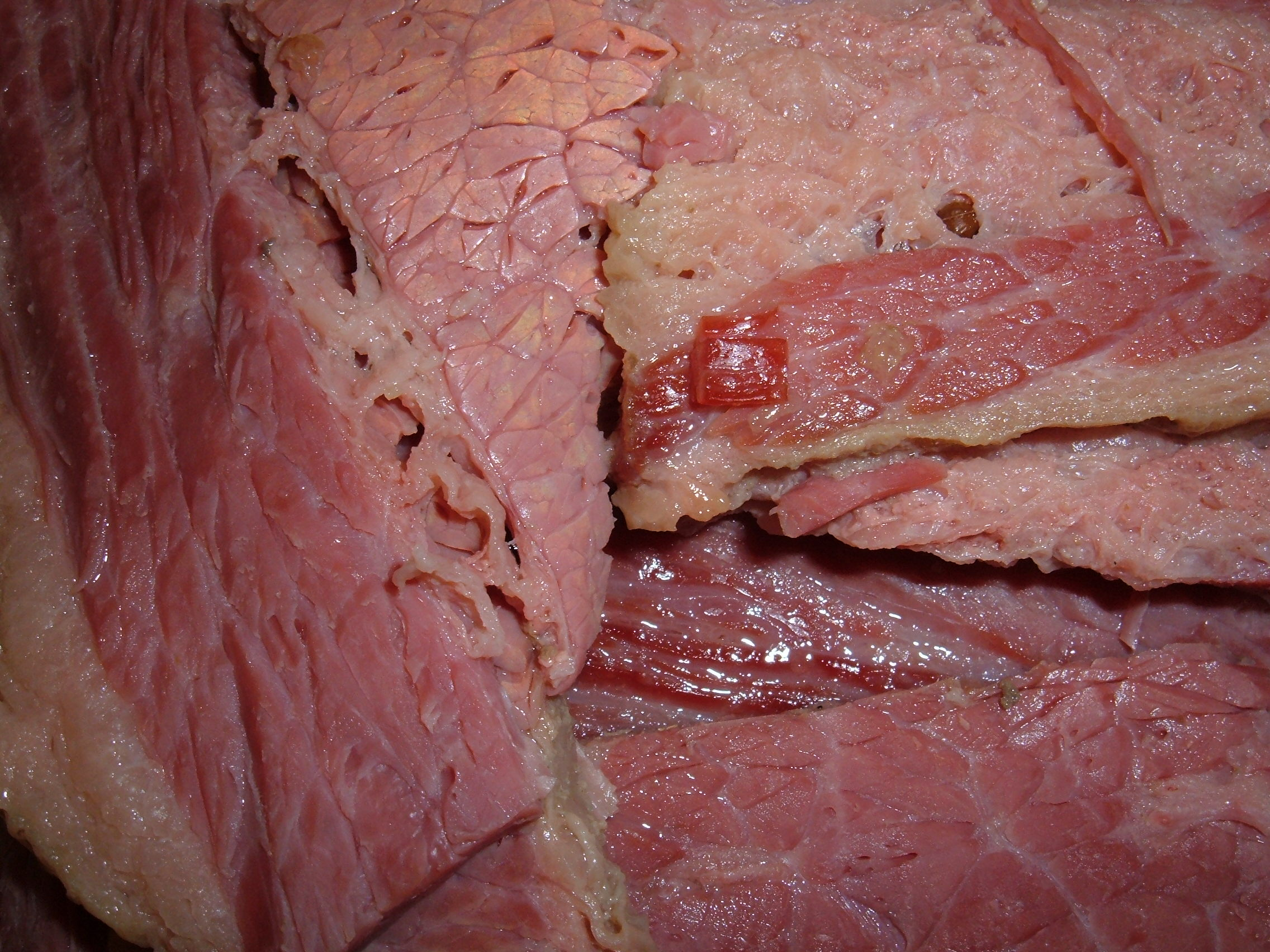
Cornedbeef zoals het in de VS verkocht wordt